# Zdzisław Kliś
Zdzisław Kliś (ur. 9 listopada 1955 w Łodygowicach, zm. 25 stycznia 2009 w Krakowie) – polski duchowny katolicki, profesor nauk humanistycznych, znawca sztuki średniowiecznej, w tym ikonografii europejskiej.

## Życiorys
Był uczniem ks. prof. Bolesława Przybyszewskiego. Święcenia kapłańskie przyjął w archidiecezji krakowskiej 18 maja 1980. W latach 1993–1997 proboszcz parafii św. Krzyża w Krakowie. Wykładowca w Papieskiej Akademii Teologicznej w Krakowie. Członek Polskiego Towarzystwa Mariologicznego.
Zmarł w szpitalu im. Narutowicza o godz. 6.00. Msza św. pogrzebowa odbyła się w Królewskiej Katedrze na Wawelu w Krakowie 28 stycznia 2009.
W dniach 31 maja - 1 czerwca 2012 podczas sesji, organizowanej przez Instytut Historii Sztuki i Kultury Uniwersytetu Papieskiego Jana Pawła II w Krakowie odbyła się promocja księgi pamiątkowej ku czci śp. ks. prof. dr. hab. Zdzisława Klisia Limen expectationis (Kraków 2012), pod redakcją ks. prof. Jacka Urbana i ks. prof. Andrzeja Witko.

## Publikacje
- Studia z dziejów kościoła św. Marka w Krakowie, pr. zb. pod red. Zdzisława Klisia, Kraków 2001.
- Studia z dziejów kościoła św. Bartłomieja Apostoła w Niedzicy, pr. zb. pod red. Zdzisława Klisia, Kraków 2006.
- Pasja. Cykle pasyjne Chrystusa w średniowiecznym malarstwie ściennym Europy środkowej, Kraków 2007.
- Studia z dziejów kościoła św. Floriana w Krakowie pr. zb. pod red. Zdzisław Klisia, Kraków 2007.
- Wielkanoc w średniowiecznym malarstwie ściennym Europy środkowej, wstęp Paweł Piotrowski, Kraków 2009.